# Miłkowice (gmina)

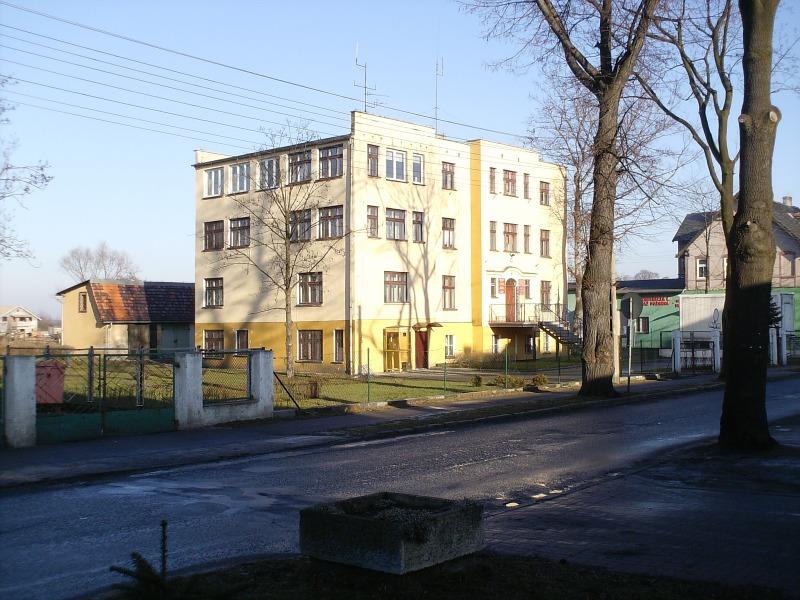
Bureau municipal.

Miłkowice est une gmina rurale du powiat de Legnica, Basse-Silésie, dans le sud-ouest de la Pologne. Son siège est le village de Miłkowice, qui se situe environ 9 km au nord-ouest de Legnica, et 71 km à l'ouest de la capitale régionale Wrocław.
La gmina couvre une superficie de 86,37 km2 pour une population de 6 101 habitants.

## Géographie
La gmina est bordée par la ville de Legnica et les gminy de Chojnów, Krotoszyce, Kunice, Lubin et Złotoryja.
La gmina contient les villages de Bobrów, Dobrzejów, Głuchowice, Gniewomirowice, Goślinów, Grzymalin, Jakuszów, Jezierzany, Kochlice, Lipce, Miłkowice, Pątnówek, Rzeszotary, Siedliska, Studnica et Ulesie.